# Worsley River
Der Worsley River ist ein Fluss im Südwesten des australischen Bundesstaates Western Australia.

## Geografie
Der Fluss entspringt etwa fünf Kilometer südlich von Worsley im Nordteil des Wellington-Nationalparks. Von dort fließt er in einem Bogen zuerst nach Osten und dann nach Süden und mündet in den nördlichen Arm des Wellington Reservoirs und damit in den Collie River.